# Berlinia hollandii
Berlinia hollandii är en ärtväxtart som beskrevs av John Hutchinson och John McEwan Dalziel. Berlinia hollandii ingår i släktet Berlinia och familjen ärtväxter. IUCN kategoriserar arten globalt som starkt hotad. Inga underarter finns listade i Catalogue of Life.